# Copa líbia de futbol
La Copa líbia de futbol és la màxima competició futbolística per eliminatòries de Líbia i segona en importància després de la lliga, organitzada per la Federació Líbia de Futbol.

## Història
La copa líbia s'inicià el 1975, però entre 1978 i 1995 només es disputà tres cops. El segon classificat de la lliga líbia de futbol fou nomenat no oficialment campió de copa i participà en la Recopa africana de futbol. L'any 1996 adoptà el nom de Copa Al Fatah.

## Historial
Font:
| Any       | Campió                 | Resultat           | Finalista             |
| --------- | ---------------------- | ------------------ | --------------------- |
| 1974-75   | Al-Ahli Trípoli (1)    |                    |                       |
| 1975-76   | Al-Ahli Trípoli (2)    | 2-0                | Al-Akhdar SC Al Bayda |
| 1976-77   | Al-Madina Trípoli (1)  | 1-0                | Al-Hilal Bengasi      |
| 1977-78   | Al-Nasr Bengasi (1)    |                    |                       |
| 1978-79   | No es disputà          | No es disputà      | No es disputà         |
| 1979-80   | Al-Ahly Bengasi (1)    |                    |                       |
| 1980-81   | Al-Ahly Bengasi (2)    | 1-0                | Al-Tersana Trípoli    |
| 1981-82   | Al-Nasr Bengasi (2)    |                    |                       |
| 1982-83   | Al-Ahli Trípoli (3)    |                    |                       |
| 1983-84   | Al-Nasr Bengasi (3)    |                    |                       |
| 1984-85   | Al-Ahli Trípoli (4)    |                    |                       |
| 1985-86   | Al-Ittihad Trípoli (1) |                    |                       |
| 1986-87   | Libya FC (1)           |                    |                       |
| 1987-88   | Al-Ahly Bengasi (3)    | 1-1 (prò.) (4-3 p) | Al-Ittihad Trípoli    |
| 1988-89   | Al-Soukour Tobruk (1)  | n/a                | n/a                   |
| 1989-90   | Al-Madina Trípoli (2)  |                    |                       |
| 1990-91   | Al-Ahly Bengasi (4)    | 1-0                | Al-Tersana Trípoli    |
| 1991-92   | Al-Ittihad Trípoli (2) | 1-0                | Al-Jamarek            |
| 1992-93   | Al-Wahda Trípoli (1)   |                    |                       |
| 1993-94   | Al-Ahli Trípoli (5)    | 2-0                | Al-Ittihad Trípoli    |
| 1994-95   | No es disputà          | No es disputà      | No es disputà         |
| 1995-96   | Al-Ahly Bengasi (5)    | 2-0                | Al-Ittihad Al-Asskary |
| 1996-97   | Al-Nasr Bengasi (4)    | 1-1 (prò.) (4-3 p) | Al-Yarmouk Janzũr     |
| 1997-98   | Al-Shat Trípoli (1)    | 1-1 (prò.) (4-2 p) | Al-Hilal Bengasi      |
| 1998-99   | Al-Ittihad Trípoli (3) | 2-0                | Al-Tahaddy SC Bengasi |
| 1999-00   | Al-Ahli Trípoli (6)    | 2-0                | Asswehly SC Misratah  |
| 2000-01   | Al-Ahli Trípoli (7)    | 2-1                | Al-Madina Trípoli     |
| 2001-02   | Al-Hilal Bengasi (1)   | 1-0                | Al-Ittihad Trípoli    |
| 2002-03   | Al-Nasr Bengasi (5)    | 3-2                | Al-Ittihad Trípoli    |
| 2003-04   | Al-Ittihad Trípoli (4) | 0-0 (prò.) (8-7 p) | Al-Hilal Bengasi      |
| 2004-05   | Al-Ittihad Trípoli (5) | 3-0                | Al-Akhdar SC Al Bayda |
| 2005-06   | Al-Ahli Trípoli (8)    | 2-1                | Al-Olympic            |
| 2006-07   | Al-Ittihad Trípoli (6) | 1-0                | Al-Akhdar SC Al Bayda |
| 2007-08   | Khaleej Sirte (1)      | 1-0                | Al-Madina Trípoli     |
| 2008-09   | Al-Ittihad Trípoli (7) | 2-2 (prò.) (3-2 p) | Al-Tersana Trípoli    |
| 2009-10   | Al-Nasr Bengasi (6)    | 2-1                | Al-Madina Trípoli     |
| 2011-2013 | No es disputà          | No es disputà      | No es disputà         |
| 2013-2014 | No finalitzà           | No finalitzà       | No finalitzà          |
| 2014-2015 | No es disputà          | No es disputà      | No es disputà         |
| 2015-16   | Al-Ahli Trípoli (9)    | 1-0                | Al-Hilal Bengasi      |
| 2016-17   | No es disputà          | No es disputà      | No es disputà         |
| 2017-18   | Al-Ittihad Trípoli (8) | 2-0 (prò.)         | Al-Hilal Bengasi      |
| 2019-2022 | No es disputà          | No es disputà      | No es disputà         |
| 2022-23   | Al-Ahli Trípoli (10)   | 3-0                | Al-Akhdar SC Al Bayda |

1. ↑  Títol de campió de Copa atorgat per haver acabat segon a la lliga.
2. ↑  Atorgat el resultat 2-0, el partit havia acabat 2-2.
3. ↑  Atorgat el resultat 2-0, el partit no es va disputar.